# Chiloglanis swierstrai
Chiloglanis swierstrai és una espècie de peix de la família dels mochòkids i de l'ordre dels siluriformes.
Els mascles poden assolir els 7 cm de llargària total.
Es troba a Àfrica: Moçambic, Sud-àfrica i Zimbàbue.